# Psapharochrus nigroocellatus
Psapharochrus nigroocellatus là một loài bọ cánh cứng trong họ Cerambycidae.